# Мавдуд ибн Алтунтегин
Шерефеддин Мавдуд ибн Алтунтегин (араб. مودود بن ألتون تگين‎; XI век — 2 октября 1113 или сентябрь 1113, Дамаск) — туркменский военачальник, служивший великим сельджукам; вали Мосула в 1108—1113 годах.
С 1110 по 1113 год Мавдуд каждый год вёл сельджукскую армию в поход против крестоносцев и осаждал Эдессу. В 1110 году он перебил около пяти тысяч армянских беженцев и забрал обоз в качестве добычи. Хотя Мавдуду не удалось захватить Эдессу, он значительно ослабил это государство крестоносцев. По итогу кампании 1111 года крестоносцы поняли, что им больше не удастся удерживаться к востоку от Евфрата. В 1112 году Мавдуд чуть не захватил Эдессу, вступив в сговор с местными армянами. В 1113 году вместе с атабеком Дамаска Тугтегином Мавдуд разгромил армию крестоносцев у аль-Саннабры.
В 1113 году в Дамаске Мавдуд был убит асассином.

## Первоисточники
Основными арабскими источниками о жизни Мавдуда являются Ибн аль-Каланиси (ок. 1070—1160) и Ибн аль-Асир (1160—1233/34). Кроме них детали биографии эмира можно найти у Абуль-Фиды (1273—1331), Ибн аль-Адима, Сибта ибн аль-Джаузи (1186—1256), Усамы ибн Мункыза (1095—1188) и Ибн Тагриберди (1409/10 — 1470). Из армянских хронистов можно отметить Матвея Эдесского (ум. 1144). Латинские летописцы крестовых походов, особенно Фульхерий Шартрский (1058—1127) и Альберт Ахенский (XI—XII век), упоминали Мавдуда. Среди сирийских источников полезны Бар-Эбрей (1226—1286) и Михаил Сириец (1126—1199).

## Биография

### Происхождение
По словам Г. Финка и И. Демиркент, происхождение Шарафеддина Мавдуда неясно. Г. Финк утверждал, что место и дата рождения эмира не зафиксированы. Авторы статьи о Крестовых походах в первом издании Энциклопедии Британника Э. Баркер и У. Б. Стивенсон называли Мавдуда братом великого сельджукского султана Мухаммеда Тапара, Г. Гибб считал Мавдуда племянником Кербоги, вали Мосула в 1096—1102 годах, хотя позже отказался от этого утверждения. Каких-либо доказательства таких связей никто не предъявлял. Ибн аль-Асир и Абуль-Фида называли отцом Мавдуда некоего аль-Тунтакина (Алтунтегина) или аль-Тунташа (Алтунташа). В переводе словаря Ибн Халликана отец Мавдуда назван Алтутикин. Персидский хронист XII века Садр ад-Дин Али аль-Хусайни называл исфахсалара (главнокомандующего армии султана, вали Мосула) Мавдуда мамлюком.

### Вали Мосула
До 1108 года о жизни Мавдуда данных нет.
Когда в 1107 году султан Мухаммед Тапар готовил экспедицию против эмира Хиллы Садаки, он прибыл в Багдад и послал приказ Джавали присоединиться к нему. Вали Мосула Джавали обещал помощь, но ничего не делал. Поэтому в мае 1108 года султан Мухаммед Тапар сместил Джавали с поста и заменил Мавдудом, поручив ему отвоевать у Джавали Мосул. Это первое упоминание Мавдуда в источниках. Весной 1108 года Мухаммед Тапар поручил Мавдуду командование армией, выступившей против Садаки. Битва состоялась  4 марта 1108 года в Нуманийе между Хиллой и Васитом, Садака проиграл и погиб. После этого в апреле—мае 1108 года войско эмиров, верных Мухаммеду Тапару, подошло к Мосулу. Во время хутбы группа жителей захватила два бастиона и впустила воинов Мавдуда. Захватив Мосул, Мавдуд объявил, что всем обеспечена безопасность. Жена Джавали, дочь Бурсука, продолжала сопротивление в цитадели ещё восемь дней, но потом отправила Мавдуду сообщение, что сдаст цитадель, если её жизнь будет сохранена. Покинув замок, она отправилась к своему брату Бурсуку, а Мавдуд стал править в Мосуле (сентябрь-октябрь 1108). Вали Мосула считался привилегированным вассалом сельджукского султана, который часто действовал как главнокомандующий султана, особенно в войнах с крестоносцами. В 1108/09 году Мавдуд был занят установлением порядка в Мосуле.

### Кампания 1110 года
В ноябре — декабре 1109 года Мухаммад Тапар отправил письмо эмирам Джазиры — Мавдуду и Ахлатшаху Сукману аль-Кутби, приказав им начать подготовку к джихаду. Мавдуд и Сукман встретились у города Джезире ибн-Умар. К ним присоединились Артукид Мардина Иль-Гази и другие эмиры. После этого Мавдуд двинулся на Эдессу и осадил её в мае 1110 года. Когда граф Эдессы Балдуин де Бург призвал на помощь короля Иерусалима Балдуина I, тот выступил после 29 мая ему на помощь вместе с графом Триполи Бертраном, Василем Гохом из Кесуна и армянским правителем аль-Биры Абельгарибом. С королём Балдуином прибыло, согласно Альберту Аахенскому, пятнадцать тысяч человек, однако войска Антиохии в армии Балдуина не было, поскольку князь Антиохии Танкред Тарентский враждовал с графом Эдесским. Король Балдуин лично обратился к Танкреду и лишь тогда тот выступил с полутора тысячами рыцарей.
Узнав в июле 1110 года, что приближается большая армия крестоносцев, Мавдуд снял осаду Эдессы и отступил в сторону Харрана. На помощь Мавдуду пришёл атабек Дамаска Тугтегин, который решил выступить против франков (крестоносцев), поскольку опасался короля Балдуина. Тот 13 мая захватил Бейрут и участвовал в захвате Триполи в 1109 году, оба эти города ранее служили морскими портами для дамасской торговли. Мавдуд надеялся заманить короля Балдуина в ловушку, Но на этот раз франки были осторожны и вскоре отступили. Армия крестоносцев попыталась последовать за Мавдудом, но с приходом Тугтегина король отказался от этой мысли и повернул назад. Матвей Эдесский утверждал, что Танкред первым отступил в Самосату на Евфрате. Союз эмиров Мосула и Дамаска был опасен для франков, поэтому король Балдуин снабдил продовольствием гарнизон Эдессы, начал эвакуировать мирных жителей и отступил с армией к Евфрату. Армия почти вся успела переправиться на западный берег, когда к месту переправы подошли войска Мавдуда и Тугтегина. Они перебили тех, кто находился на восточном берегу, вырезав около пяти тысяч армянских беженцев и забрав обоз в качестве добычи. Этим завершилась кампания 1110 года. Хотя Мавдуду не удалось захватить Эдессу, он значительно ослабил это государство крестоносцев.

### Кампания 1111 года
Князь Антиохии Танкред и граф Эдессы Балдуин совершали набеги на города Атариб, Зардану, Бикисраил и Накиру в районе Алеппо, убивали людей и грабили окрестные территории. Жители Алеппо обратились с просьбой о защите к аббасидскому халифу аль-Мустазхиру Биллаху и к султану Мухаммеду Тапару. Сельджукский правитель Алеппо, Рыдван бен Тутуш, крайне боялся потерять свою местную независимость и не осмеливался призвать помощь султана. Мухаммед Тапар отправил армию во главе с Мавдудом и своим сыном Месудом, атабеком которого назначил Мавдуда. Формально Месуд считался командующим. В 1111 году по приказу султана Мавдуд начал новую кампанию, вторгся в область Шебахтан, захватил там несколько замков и разорял окрестности города, ожидая других эмиров. Здесь к нему со своими войсками присоединились Сукман аль-Кутби, эмир Мераге Ахмедил, эмир Эрбиля Абул-Хейджа, Бурсук, два его сына — Ильбеги и Зенги, Аяз бен Иль-Гази.
28 июля объединённая сельджукская армия расположилась перед крепостью Тель-Башир. Хронисты писали о подкопах под стены и башни. Жослен де Куртене, владелец крепости, ранее наладил отношения с Ахмедилом. Он отправил ему дары, прося сорвать осаду города и тот ушёл со своим отрядом. Тем временем сельджукский правитель Алеппо Рыдван бен Тутуш и эмир Шейзара Абуль-Асакир Султан бен Али бен Мункыз отправили сообщения Мавдуду с просьбами о помощи. 22 августа 1111 года Мавдуд снял осаду Тель-Башира, продолжавшуюся двадцать шесть дней (45 дней, по словам Ибн-аль-Асира) и двинулся к Алеппо, но Рыдван закрыл ворота своей столицы, опасаясь за свою независимость. В результате армия Мавдуда грабила окрестности Алеппо в течение семнадцати дней. К Мавдуду присоединился Тугтегин. Он предложил направить джихад против Триполи, но эмиры Мавдуда не желали помогать Тугтегину и ушли. С Мавдудом остался лишь Тугтегин.
Танкред Антиохийский собрал своих людей в ар-Рудже, откуда он наблюдал за действиями Мавдуда и Тугтегина, расположившихся лагерем в крепости Мааррат ан-Нуман. Король Балдуин присоединился к Танкреду, их армия насчитывала, согласно Альберту Аахенскому, 16 тысяч человек. Мавдуд направился к Шейзару и прибыл к крепости 15 сентября, примерно в то же время подошли франки и столкнулись с мусульманской армией на северном берегу реки Оронт. Мавдуду не удалось заманить короля Балдуина и Танкреда в ловушку, но франки в течение шести дней сильно страдали от голода. 29 сентября франки отступили, за ними ушла и армия Мавдуда. Серьёзной битвы между армиями короля Балдуина I и Мавдуда не было. Осенью Мавдуд вернулся в Мосул. Так закончилась кампания 1111 года.
Вторую экспедицию Мавдуда к Эдессе король Балдуин мог остановить только у реки Оронт. По итогу этой кампании крестоносцы поняли, что им больше не удастся удерживаться к востоку от Евфрата.

### Кампания 1112 года
В 1112 году Мавдуд снова пришёл в Сирию и третий год подряд выпасал лошадей на полях и губил посевы. 22 апреля он подошёл к Эдессе, а через восемь дней двинулся к крепости Сарудж. После стычки под Саруджем Мавдуд вернулся к новой осаде Эдессы 15 июня. На этот раз он едва не захватил город в результате сговора со стражниками. Он заключил соглашение примерно с двадцатью армянами из местного населения, затем сделал вид, что снял осаду и ушел. Его целью было отвлечь защитников городских стен, тайно вернуться и внезапно войти в город, как было согласовано с армянами. В это время в Эдессу прибыл из Телль-Башира Жослен де Куртенэ, до которого дошли слухи, что армяне сдадут город. Когда он прибыл, самая высокая башня на восточных стенах попала в руки людей Мавдуда. Балдуин и Жослен напали на них, убили людей Мавдуда и не допустили падения города. После этого инцидента Балдуин приказал убить многих людей, причастных к измене, и начал жестокое преследование армян. Мавдуд снял осаду и в июле 1112 года вернулся Мосул.

### Кампания 1113 года
Четвёртая и последняя кампания Мавдуда состоялась в 1113 году. Причиной кампании стали набеги короля Балдуина на районы Аль-Батанию, Хауран и Савад (обрабатываемые земли в районе Bepxнeгo Иордана). По словам Ибн аль-Асира, рейды франков были настолько эффективны, что в Дамаске стало не хватать продовольствия. Атабек Дамаска Тугтегин попросил помощи у Мавдуда, который со своей армией отправился к Харрану.
Враги и соперники Мавдуда распространили слух, что он договорился с Тугтегином и готовится к восстанию против султана Мухаммеда Тапара. Чтобы прекратить слухи, Мавдуд отправил жену и сына в Исфахан к Мухаммаду Тапару с сообщением, что верен ему. В мае 1113 года король Иерусалима узнал, что Мавдуд переправился через Евфрат в сопровождении эмира Синджара Темирека бен Арсланташ и Аяза бен Иль-Гази.
Король Балдуин обратился за помощью к Рожеру Антиохийскому и Понсу Триполитанскому, преемникам Танкреда и Бертрана. Жослен де Куртене поссорился со своим двоюродным братом, графом Балдуином Эдесским, и отправился к королю Балдуину Иерусалимскому, который дал ему титул принца Галилеи. Король и Жослен предложили соглашение Тугтегину, но тот отказался и в июне 1113 года выступил из Дамаска навстречу Мавдуду, с которым объединился в Саламии. Прежде чем выступить против короля Балдуина, Мавдуд и Тугтегин хотели, чтобы Рыдван бен Тутуш присоединился к ним. Мавдуд двинулся на юг через Банияс и разместил штаб в аль-Кухване.
Мавдуд переправился через Евфрат во второй половине апреля или в начале мая и 28 мая присоединился к Тугтегину возле Химса. Они договорились атаковать Тверию, откуда франки осуществляла набеги. Тем временем, по словам Альберта Аахенского, Балдуин собрал армию из семьсот рыцарей и четырёх тысяч пехотинцев оставив небольшие гарнизоны в городах. Затем король Балдуин, не дожидаясь Рожера и Понса, двинулся на помощь Тверии. Мавдуд и Тугтегин перенесли свой лагерь на равнину аль-Кухван к востоку от Иордана. Король Балдуин подошёл с запада к мосту к востоку от селения Аль-Саннабра. Христианские летописцы приписывают Мавдуду и Тугтегину успешную засаду на короля Балдуина, хотя Ибн-аль-Каланиси об этом не писал и лишь утверждал, что две армии столкнулись друг с другом. Когда часть солдат Мавдуда вышла из штаба в поисках еды, они увидели, что по ту сторону моста крестоносцы готовятся к войне. Обе стороны не знали о присутствии друг друга. Битва началась неожиданно. 28 июня 1113 года турки разгромили армию крестоносцев и одержали победу.
Сведения о потерях франков различны — 2000 человек (по словам Ибн аль-Каланиси), 30 рыцарей и 1200 пехотинцев (по словам Фульхерия Шартрского). Оба хрониста сходятся во мнении, что больше всего пострадала пехота. В суматохе сам король Балдуин был схвачен, но его не узнали, и ему удалось бежать. Король и остатки его армии собрались в Тверии. Ибн аль-Калиниси писал, что в Иордане было столько крови, что в течение нескольких дней его воду нельзя было использовать для питья.
На следующий день после битвы, по словам Альберта Аахенского, прибыли Рожер Антиохийский и Понс Триполитанский. И Ибн аль-Каланиси, и Фульхерий Шартрский писали, что оба пеняли королю Балдуину за его поспешность. В тот же день объединённая франкская армия захватила холм к западу от города Тверия. Здесь армия была в безопасности от нападения, хотя и страдала от нехватки воды. Когда на следующий день подошли сельджукские войска, они отказались от преследования и осады, поскольку конным и пешим войскам трудно вести бой в гористой местности. Ибн аль-Асир сообщал, что франки были заперты на этом холме в течение двадцати шести дней. В результате битвы отряды сельджуков получили возможность свободно перемещаться по Иерусалимскому королевству от одного конца до другого и турки совершали набеги на земли крестоносцев до Иерусалима и Яффо до середины августа 1113 года. Ибн аль-Калиниси утверждал, что от Акры до Иерусалима не осталось ни одного неразграбленного поместья. Фульхерий Шартрский писал, что франки не осмеливались покинуть города-крепости. Они не могли ни связаться с королём Балдуином, находившимся в блокаде возле Тверии, ни собрать урожай, который в тот год был обильным. Но все города выстояли, за исключением Наблуса и Бейсана.
После битвы Мавдуд и Тугтегин отправили пленников и добытую ими добычу вместе с сообщением о победе султану Мухаммеду Тапару в Исфахан. Пока турецкая армия отступала к Вади аль-Мактулу, крестоносцы, бежавшие в горы, вернулись в свой первый лагерь. Мавдуд планировал продолжить кампанию весной и отправил армию, но сам решил остаться в Сирии и следить за передвижениями врага. Он вернулся в Дамаск с Тугтегином 5 сентября 1113 года.

### Смерть
Тугтегин принял Мавдуда в Дамаске с большим уважением. Но в пятницу 10 октября (2 октября) 1113 года на Мавдуда в присутствии Тугтегина напал батинит и несколько раз ударил кинжалом при выходе из Мечети Омейядов в Дамаске, Мавдуд умер в тот же день. Убийца был немедленно убит охранниками атабека, а тело нападавшего сожгли, не опознав. Тугтегин обвинил в этом убийстве Рыдвана и его союзников-ассасинов, но, общественное мнение обвиняло в убийстве самого Тугтегина. Хронисты сообщали различные версии убийства. Матфей Эдесский (ум. 1144), тоже современник событий, называл организатором убийства Тугтегина, однако при этом делал его лишь обороняющимся, поскольку Мавдуд, якобы, хотел сам убить Тугтегина. Ибн аль-Асир (1160—1233/34) излагал две возможные версии, по его словам, кроме Тугтегина смерти Мавдуда хотели батиниты. Абу-ль-Фида (1273—1331) высказался аналогично Ибн аль-Асиру. Бар-Эбрей (1226—1286) писал, что кроме Тугтегина организатором мог быть и Рыдван. Альберт Аахенский прямо обвинял Тугтегина, Фульхерий Шартрский, Абуль-Мабасин Ясуф и ибн-Тагриберди не связывали Тугтегина с убийством. Ибн аль-Каланиси (1070—1160), современник событий и житель Дамаска, не выдвигал никаких обвинений, лишь описал события и Сибт ибн-аль-Джаузи писал, что Тугтегин был искренне потрясён и огорчён. Ибн аль-Асир сообщал о рассказе своего отца, что король Иерусалима Болдуин написал Тугтегину: «Народ, который поразил своего защитника, причём в священный день, в доме своего Бога, заслуживал истребления».
 По словам Г. Финка, «мы не можем быть уверены в виновности или невиновности атабека», но Тугтегин имел в Дамаске независимость от сельджукского султана. Его престиж мог быть ограничен постоянным присутствием главнокомандующего султана. Поспешность, с которой убийца был убит и сожжён, оставила подозрение, что атабек не сожалел о смерти Мавдуда. После этого инцидента отношения между султаном Мухаммедом Тапаром и Тугтегиным стали напряжёнными, султан подозревал, что ответственность за убийство несёт Тугтегин.
Тело Мавдуда было похоронено в тюрбе Дукака на кладбище Баб аль-Ферадис. Затем его тело было доставлено в Багдад и похоронено возле могилы имама Азама Абу Ханифы, а позже перенесено в Исфахан.
Ак-Сункур аль-Бурсуки был назначен атабеком Мосула вместо Мавдуда.

## Личность и значение
По словам И. Демиркент, мусульманские хронисты писали, что Шерефеддин Мавдуд был религиозным, добросердечным, кротким, справедливым и милосердным человеком. Ибн аль-Асир утверждал, что Мавдуд, будучи смертельно раненым, отказался принимать пищу, заявив, что он не желает встретиться с Аллахом после нарушения поста в священный день. Фульхерий Шартрский писал, что Мавдуд был «очень богат, очень могущественен, пользовался большим уважением среди турок и отличался чрезвычайной хитростью». Альберт Аахенский полагал, что «Его имя и репутация прославлялись среди турок и всех язычников, потому что он воевал с христианами больше, чем все остальные». Даже Матфей Эдесский, называвший Мавдуда «этим свирепым зверем, этим кровопийцей», называл его «бесстрашным воином».
Кампании, организованные Мавдудом, были разрушительными для крестоносцев как в политическом, так и в экономическом отношении. Г. Гибб отмечал Мавдуда как лидера всеобщего движения против крестоносцев. Э. Баркер писал, что Мавдуда «можно считать первым, кто начал джихад, или контр-крестовый поход, а его наступательную экспедицию 1113 года <…> можно рассматривать как первый акт джихада». У. Б. Стивенсон писал, что «одарённый правитель [Мосула] Мавдуд был лидером, которого требовало время. <…> Он снова побудил верующих принять участие в Священной войне. В течение четырёх коротких лет оставшейся ему жизни он ни разу не отступил от задачи, которой себя посвятил». Г. Финк поставил его в «ряд замечательных людей»: Шарафеддин Мавдуд, Имадеддин Занги, Нуреддин Махмуд и Салах-ад-Дин Юсуф, назвав статью о Мавдуде — Предшественник Саладина.

## Комментарии
1. ↑  Матфей Эдесский:«когда эмир Мавдуд вошёл в город Дамаск, он намеревался уничтожить эмира Дамаска Тугтегина и взять город. Этот коварный заговор был раскрыт эмиру. Тогда Тугтегин вывел из тюрьмы перса, приговорённого к смертной казни. [Тугтегин] пообещал ему свободу и славу и дал ему 500 тахеганов, если он убьёт Мавдуда. Случилось так, что когда Мавдуд вышел из своего молитвенного дома и встал у Красной колонны в этой мечети, перс подошёл и внезапно вонзил ему нож в левый бок, убив этого нечестивого, злого зверя Мавдуда. Нечестивый перс [убийца] также был жестоко убит на месте[29]».
2. ↑  Ибн аль-Асир (1160—1233/34) излагал две версии, по его словам, кроме Тугтегина смерти Мавдуда хотели батиниты: «Внезапно батинит бросился на Мавдуда и несколько раз ранил его. <…> Мавдуд в это время постился. Они отвели его во дворец Тугтегина и уговаривали его поесть; но он отказался и сказал: „Я хочу иметь предстать перед Богом в состоянии поста“. Он умер в тот же день; <…> Говорят, что сирийские батиниты задумали его смерть, потому что боялись его; другие говорят, что именно Тугтегин, не доверяя ему, организовал убийство»[31].
3. ↑  Абу-ль-Фида (1273—1331): «батинит бросился на Мадуда и ударил его ножом. <…> Мавдуда перенесли в дом Тугтегина, и, поскольку он тогда соблюдал пост, он ни разу не захотел согласился нарушить его (приняв лекарства), несмотря на уговоры окружающих. Он умер в тот же день. <…> Говорят, что батиниты Сирии очень боялись его и по этой причине убили; другие утверждают, что Тугтегин, опасаясь его влияния, организовал убийство»[32].
4. ↑  Бар-Эбрей: «мужчина прыгнул на Мавдуда и нанёс ему ножевые ранения в четырёх местах. Мавдуда забрали и отвезли в дом Тугтекина, где он умер. <…> Хотя некоторые думают, что этого исмаилита послал Рыдван, эмир Алеппо, другие говорят, что Тугтекин подготовил этот инцидент и совершил это убийство, пообещав награду осуждённому убийце»[34].
5. ↑  Альберт Аахенский: «Малдук [Мавдуд], один из самых могущественных турок, вернувшийся в Дамаск после великой резни, был возвеличен именем и славой среди турок <...> Дохин, вождь дамасцев, охваченный великой завистью и негодованием, задумал его уничтожение со всем известным ему искусством. но все же тайно <...> четыре воина <...> тайно закололи его скрытным оружием в торжественный день <...> пока он занимался церемониями языческих обрядов <...> тайно проникнув в молельню, они с внезапной порывистостью напали на Малдука<...> Дохин, зная об этом предательстве и убийстве, хотя он и скрывал это в то время, а узнал от своих людей о том, что было сделано, начал с притворными слезами и великим рыданием, без душевной сердечности, жаловаться на смерть столь великого князя, и приказал преследовать и исследовать виновных в этой смерти. Но через некоторое время его обман стал распространяться среди турок; и с того дня он впал в их ненависть»[35].
6. ↑  Фульхерий Шартрский: «Вскоре после этого Малдук [Мавдуд] был дерзко убит в Дамаске неким сарацином, который спрятал кинжал под одеждой, и трижды вонзил его ему в живот; как только Малдук был убит, расправились с его убийцей.»[36].
7. ↑  Ибн аль-Каланиси: «из толпы выскочил человек <…> схватив эмира за пояс его халата, он быстрым движением ударил его кинжалом пониже пупка. Один удар пришёлся в бок, а другой, — в бедро. <…> Когда все это случилось, атабек сделал несколько шагов вперёд, и его тут же окружили его офицеры, а Мавдуд, сохраняя присутствие духа, дошёл до Северных ворот мечети и там рухнул на землю. Его отнесли в резиденцию атабека, который все время шёл рядом с ним. <…>. Спешно послали за хирургом, и тот зашил часть ран, но Мавдуд умер, да будет милостив к нему Аллах, несколькими часами позже, в тот же день. Атабека сильно опечалила такая его смерть, и он всячески демонстрировал своё глубокое горе, печаль и беспокойство»[28].